# Murphy (Missouri)
Murphy is een plaats (census-designated place) in de Amerikaanse staat Missouri, en valt bestuurlijk gezien onder Jefferson County.

## Demografie
Bij de volkstelling in 2000 werd het aantal inwoners vastgesteld op 9048.

## Geografie
Volgens het United States Census Bureau beslaat de plaats een oppervlakte van
10,4 km², waarvan 10,3 km² land en 0,1 km² water.

## Plaatsen in de nabije omgeving
De onderstaande figuur toont nabijgelegen plaatsen in een straal van 12 km rond Murphy.